# Fara v Malontech
Fara je jednou z kulturních památek v obci Malonty v okrese Český Krumlov v Jihočeském kraji. Památkově chráněný areál zahrnuje patrovou budovu fary, která je barokního původu, a přilehlé hospodářské budovy, pocházející většinou z 19. století.

## Historie
Farnost je zmiňována již od roku 1364. V roce 1541 je uváděna i v zemských deskách. V letech 1709–1710 proběhla přestavba a v letech 1894–1898 dochází k důkladné renovaci (byť se zdráháním dovézt stavební materiál z přifařených obcí) s přístavbou kaplanky, která se v roce 1941 zřítila. V roce 1933 proběhla elektrifikace společně s celou obcí a kostelem. V květnu 1945 byli na faře ubytováni příslušníci Rudé armády. Jedním z posledních duchovních správců, sídlících zde na faře byl od roku 1956 vyšebrodský cisterciák Xaver Švanda.